# Liste der Kulturgüter in Hellsau
Die Liste der Kulturgüter in Hellsau enthält alle Objekte in der Gemeinde Hellsau im Kanton Bern, die gemäss der Haager Konvention zum Schutz von Kulturgut bei bewaffneten Konflikten, dem Bundesgesetz vom 20. Juni 2014 über den Schutz der Kulturgüter bei bewaffneten Konflikten sowie der Verordnung vom 29. Oktober 2014 über den Schutz der Kulturgüter bei bewaffneten Konflikten unter Schutz stehen.
Es sind weder A-Objekte noch B-Objekte auf dem Gemeindegebiet ausgewiesen, Objekte der Kategorie C fehlen zurzeit (Stand: 24. Februar 2024). Unter übrige Baudenkmäler sind Objekte zu finden, die im Bauinventar des Kantons Bern als «schützenswert» verzeichnet sind.

## Übrige Baudenkmäler
Hinweis: Als Objekt-Identifikator (ID) wird die Grundstücksnummer verwendet.
| ID  | Foto |                 | Objekt                         | Typ | Standort                        | Beschreibung |
| --- | ---- | --------------- | ------------------------------ | --- | ------------------------------- | ------------ |
| 44  | BW   | Datei hochladen | Bauernhaus (1763)              | G   | Dorfstrasse 5 615985 / 221672   |              |
| 44  | BW   | Datei hochladen | Speicher (17. Jh.)             | G   | Dorfstrasse 5b 616007 / 221678  |              |
| 59  | BW   | Datei hochladen | Bauernhaus (1. Hälfte 19. Jh.) | G   | Haldenstrasse 3 616078 / 221761 |              |
| 101 | BW   | Datei hochladen | Stöckli (1808)                 | G   | Dorfstrasse 4 615895 / 221756   |              |
| 162 | BW   | Datei hochladen | Stöckli (1828)                 | G   | Moosstrasse 3 615900 / 221693   |              |

Hinweis zur Legende: Anstelle der KGS-Nummer wird als Objekt-Identifikator (ID) die Grundstücksnummer verwendet.